# Abd ar-Ra’uf al-Ajjadi
Abd ar-Ra’uf al-Ajjadi, Abderraouf Ayadi (arab. ‏عبد الرؤوف العيادي‎; ur. 12 lutego 1950 w Manubie) – tunezyjski polityk i działacz społeczny, Przewodniczący Kongresu Republiki w latach 2011–2012, deputowany do Zgromadzenia Konstytucyjnego.